# Musée national de Vanuatu
Le musée national de Vanuatu (en bichalamar : Nasonal Miusium blong Vanuatu), est un musée localisé dans le Centre culturel de Vanuatu à Port-Vila, à Vanuatu. Il est ouvert en 1995 par le ministre de la Culture Sethy Regenvanu.

## Exposition
Le musée national de Vanuatu, installé dans un bâtiment traditionnel en face du Parlement, à Port-Vila, à Vanuatu, est spécialisé dans les expositions relatives à la culture et à l’histoire de ce groupe d’îles du Pacifique Sud. Il renferme une collection d'objets exposés traditionnels tels que des tamtams (gongs ou tambours fendus), des pirogues à balancier, des coiffes de cérémonie, des bijoux en coquille et des exemples de poteries Lapita et Wusi  utilisés par les premiers habitants de ces îles il y a plus de 3 000 ans. Il existe une exposition photographique intéressante sur la mise au jour du site d'inhumation du Domaine du chef Roi Mata. Les visites guidées d'une heure incluent une démonstration d'instruments traditionnels et un dessin sur sable.